# 1507年
| 千纪： | 2千纪 |
| 世纪： | 15世纪 \| 16世纪 \| 17世纪                                                                                 |
| 年代： | 1470年代 \| 1480年代 \| 1490年代 \| 1500年代 \| 1510年代 \| 1520年代 \| 1530年代                           |
| 年份： | 1502年 \| 1503年 \| 1504年 \| 1505年 \| 1506年 \| 1507年 \| 1508年 \| 1509年 \| 1510年 \| 1511年 \| 1512年 |
| 纪年： | 丁卯年（兔年）；明正德二年；越南端慶三年；日本永正四年                                                     |

## 大事记
- 5月11日——法国吞并意大利的热那亚。
- 昔班尼王朝穆罕默德·昔班尼攻陷赫拉特，滅亡帖木兒帝國，進入布哈拉汗國時期。
- 一支由特里斯唐·達·庫尼亞（Tristão da Cunha）領導的艦隊攻佔穆斯林控制的索科特拉島以掌握進出紅海的門戶。著這支艦隊的主力開赴印度，剩餘的船隻交由葡萄牙海軍將領阿方索·德·阿尔布克尔克，原本應留守索科特拉島的阿爾布克爾克罔顧命令攻佔奧爾穆茲，開始建造奧爾穆茲城堡。
- 武田信虎繼任武田氏家督。
- 日爾曼地理學家馬丁·瓦爾德澤米勒在《世界地理概論》中，以佛羅倫斯航海家亞美利哥·韋斯普奇之名將新大陸標註為「亞美利加」。

## 出生
- 明世宗朱厚熜（1507年9月16日－1567年1月23日），明朝第十一位皇帝

## 逝世
- 切薩雷·波吉亞，瓦倫提諾公爵，教宗亞歷山大六世與情婦瓦諾莎·卡塔內之子。